# Ясна Поляна (Починківський район)
Ясна Поляна — селище в Росії, в Починківському районі Нижньогородської області. Входить до складу Маресевської сільради.

## Географія
Селище знаходиться в південно-східній частині Нижньогородської області в зоні хвойно-широколистих лісів, на лівому березі річки Ірсеті, на відстані приблизно 12 км (по прямій) на північний захід від районного центру. Абсолютна висота — 125 м над рівнем моря.
Клімат характеризується як помірно континентальний, вологий, з помірно суворою сніжною зимою і теплим літом. Середньорічна температура — 3,6 °C. Середня температура повітря найтеплішого місяця (липня) — 20-22 °C; найхолоднішого (січня) — -11,5 °C. Середньорічна кількість атмосферних опадів становить 450—500 мм.
Селище Ясна Поляна, як і вся Нижньогородська область, перебуває в часовій зоні МСК (московський час) і UTC складає +3:00.

## Населення
| 2002 | 2010 |
| ---- | ---- |
| 6    | ↘2   |

Згідно з результатами перепису 2002 року, у національній структурі населення росіяни становили 100 % із 6 осіб.